# Europees kampioenschap schaatsen 1925
Het Europese kampioenschap allround in 1925 werd van 6 tot 7 februari 1925 verreden in het Badrutts Park in Sankt Moritz.
De titelverdediger was de Noor Roald Larsen, die in 1924 Europees kampioen werd in het Frogner Stadion in Kristiania. De Oostenrijker Otto Polacsek werd kampioen door het winnen van drie afstanden.

## Klassement
| #      | Naam           | Land       | Punten | 500m      | 5000m        | 1500m       | 10000m      |
| ------ | -------------- | ---------- | ------ | --------- | ------------ | ----------- | ----------- |
| Goud   | Otto Polacsek  | Oostenrijk | 6,5    | 48,2 (3)  | 9.20,8 (1)   | 2.34,5 (1)  | 19.48,8 (1) |
| Zilver | Roald Larsen   | Noorwegen  | 7      | 44,6 (1)  | 9.43,4 (2)   | 2.37,5 (2)  | 20.07,6 (2) |
| Brons  | Oskar Olsen    | Noorwegen  | 12     | 45,0 (2)  | 9.44,8 (3)   | 2.47,8 (4)  | 20.31,4 (3) |
| 4      | Teun Boot      | Nederland  | 18     | 48,2 (3)  | 10.09,0 (5)  | 2.38,2 (3)  | 21.09,6 (6) |
| 5      | J. Roelfsema   | Nederland  | 21     | 52,8 (10) | 9.52,2 (4)   | 2.51,0 (5)  | 20.50,4 (4) |
| 6      | Jan Kuipers    | Nederland  | 27.5   | 52,0 (8)  | 10.09,0 (5)  | 2.54,0 (10) | 21.45,8 (8) |
| 7      | Wacław Kuchar  | Polen      | 28     | 54,6 (11) | 10.10,8 (7)  | 2.51,4 (8)  | 20.59,2 (5) |
| 8      | Wim Kos        | Nederland  | 29     | 52,4 (9)  | 10.47,0 (11) | 2.51,2 (7)  | 21.16,2 (7) |
| 9      | Albert Hassler | Frankrijk  | 31     | 50,0 (6)  | 10.14,2 (8)  | 2.55,2 (11) | 21.47,0 (9) |
| NC10   | Fritz Moser    | Oostenrijk |        | 49,8 (5)  | 10.20,8 (10) | 2.51,1 (6)  |             |
| NC11   | Lex Haag       | Nederland  |        | 50,0 (6)  | 10.16,2 (9)  | 2.53,0 (9)  |             |

* = met val
NC = niet gekwalificeerd
NF = niet gefinisht
NS = niet gestart
DQ = gediskwalificeerd